# Floridia
Floridia (pronuncia /floˈridja/; Ciurìddia o Sciurìddia in siciliano [ʧʊˈɾiddɪ̯a, çʊ-]) è un comune italiano di 21 042 abitanti del libero consorzio comunale di Siracusa in Sicilia.

## Morfologia
Floridia è un centro relativamente moderno, che sorge nella fertile valle dell'Anapo a 111 m s.l.m. Essa dista in media 11 km da Siracusa e 40 km dall'aeroporto di Catania. È situata ad ovest del capoluogo di provincia, a sud dei Monti Climiti, nell'entroterra.

## Etimologia
Il toponimo Floridia potrebbe derivare dall'espressione latina Florae dies, in riferimento a santa Flora, oppure dall'aggettivo floridus. Tuttavia, quest'ultima accezione risulta poco probabile per questioni fonetiche.
La trascrizione italiana del nome infatti non segue alla lettera la pronuncia siciliana. Bisogna sottolineare come il nesso siciliano -ḍḍ- dovrebbe corrispondere in italiano a -ll-, così come accade ad esempio tra cavaḍḍu e cavallo. Il nome siciliano del comune appare perciò molto più legato semanticamente alla parola ciuriḍḍu ("fiorellino").

## Storia

### Le origini e le scoperte di Paolo Orsi (XIV sec. a.C. - XIII sec.)
Nel marzo del 1909 l'archeologo Paolo Orsi scoprì nei pressi del territorio una necropoli. In una delle tombe venne rinvenuto un vaso di epoca micenea risalente al XIV-X secolo a.C., testimoniando così la presenza di una comunità primitiva. Con l'arrivo dei greci in Sicilia, l'entroterra siracusano iniziò una progressiva civilizzazione.
In epoca greca, nel 413 a.C. le milizie ateniesi comandate da Nicia si accamparono in quella che all'epoca era denominata Xiridia. Secondo gli studi di Orsi, quest'ultime profanarono la necropoli.
Riguardo al periodo romano vi sono scarse testimonianze che possano ricostruire la storia di Xiridia. Tuttavia, risulta che molte famiglie romane si stabilirono in quell'area in quanto il clima era favorevole e l'aria più salubre. Vennero fatte costruire delle ville delle quali vennero trovati dei ruderi: testimonianze di ciò una statua di marmo di Bacco inghirlandato scoperto in contrada Vignalonga nel 1892 e dei pilastri rinvenuti in contrada Monasteri, di proprietà del Barone Catalano. Questi reperti sono oggi conservati presso il museo archeologico "Paolo Orsi" di Siracusa.
Il 16 aprile del 1909, presso quello che era il feudo di Monasteri Soprano, a circa 3 km dall'attuale centro abitato, Orsi scoprì una grande necropoli del IV secolo d.C. a fosse campanate munite di capezzale e chiuse da grossi monoliti. Molte tombe vennero profanate, ma in altre vennero trovati resti umani corredati da vasellame, scodelle, boccaletti e anforette in creta. In un altro loculo venne rinvenuto un piatto e dei bronzetti, di cui uno risalente all'epoca di Costantino Magno. L'abitato resistette per secoli e doveva avere un'estensione di centinaia di metri. Ciò è testimoniato dal ritrovamento di avanzi di sculture calcaree raffiguranti un pluteo con croce a rilievo, in forma primitiva. Per questo motivo, tale area vicina a Xiridia venne successivamente denominata Monasterio, per poi diventare Monasteri.
Paolo Orsi scoprì, oltre alle ville romane, anche delle fattorie medievali risalenti dal XIII secolo, in seguito divenuti villaggi agricoli. Essi si estesero fino a diventare un vero e proprio borgo. Da questo scaturì sia lo scorporo da Monasteri, sia il riconoscimento del nome e del territorio; in seguito, il barone Don Lucio Bonanno fondò il paese.

### La nascita di Xiridia nel medioevo (1130-1503)
Il marchese di Villabianca Gaetani scrisse nell'opera Della Sicilia nobile:
«Fassi questa [Floridia] vedere su deliziosa pianura della città di Siracusa. È baronale col mero e misto imperio. Dicevasi anticamente Xiridia, ed era Villa Reale dei Re di Sicilia. […] La terra di Floridia, in alcune antiche scritture, vien decorata col titolo di Città, ed in altre col titolo di Villa Cesarea. […] Fu un tempo feudo di Corrado di Camera.»
Questo passo testimonia una prima appartenenza del feudo, nel 1130, a Corrado Camerario. Poiché era sprovvisto di eredi, alla sua morte cedette il feudo di Xiridia al Regio Demanio.
Il 16 aprile 1297, con l'Indizione V data da re Federico II d'Aragona al milite Gilio de Assyn in Messina, nacque il feudo di Xiridia con la conseguente scissione definitiva da Monasteri. In seguito il feudo venne ereditato dai suoi discendenti: essa è testimoniata dal libro Xiridia Dilecta, scritto dal principe Bruno d'Aragona. Per questo motivo, l'amministrazione propose lo stemma raffigurante la rappresentazione dello stemma delle famiglie feudatarie e l'emblema della casata di Federico II d'Aragona.
Nel registro di Mugnos, si legge che nel 1342 a Gilio de Assyn succedette il figlio Guglielmo d'Asso, barone siciliano obbligato al servizio militare.
Il 17 novembre 1396 re Martino consegna il feudo a Paola Gilio d'Asso in Perno. Alla sua morte, nel 1408 Xiridia passò al figlio Guglielmo da Perno, già Capitano di Giustizia, Consigliere Regio, Avvocato fiscale e Giudice della Regia Gran Corte. Egli lasciò importanti scritti di ambito giuridico. I successori di Guglielmo da Perno furono Valore (1453), Bernardino (1486) e Valore (1503).

### Dalla fondazione ai Migliaccio (1552-1826)
Nel 1552 al barone Girolamo Perno succedette il figlio Giovanni Nicolò Perno. Da questa informazione si ricava che la casata dei Perno governò sul territorio di Xiridia per almeno due secoli. In seguito l'amministrazione passò ai nobili Bonajuto: nel 1600 donna Flavia Bonajuto sposò Lucio Bonanno, il quale divenne a sua volta feudatario. Nel 1896 lo scrittore Antonio Maria Curcio pubblicò il saggio Floridia attraverso la storia in cui descrisse anche le tradizioni della Floridia cinquecentesca, come ad esempio la messa domenicale e alcune tradizioni dell'epoca, come la celebrazione della patrona dell'epoca santa Flora:
«La domenica, com’è vivo costume nel floridiano, quei pochi e semplici villani ascoltavano messa in un piccolo oratorio consacrato a Santa Flora. In suo onore improntavano ogni anno nel mese di maggio, una festicciola del tutto campestre; le pienotte villanelle, con l'irresistibile mimica dell'odalisca, ballavano alla cadenza del tamburello l'espressivo fandango.

Ma in che maniera, poi, avesse luogo la cerimonia chiesiastica, non è arrivato fino a noi: pare, non di meno, che i fiori avessero gran parte come ornamento…»
Il feudo venne nominato per la prima come Xiridia il 31 marzo 1627 grazie a Lucio Bonanno Colonna e la consorte Flavia Bonajuto. Tale nome venne scelto per licentia populandi, ovvero con la concessione di popolare il territorio: data l'ubicazione del luogo e la relativa vicinanza a Siracusa, non fu complicato ottenerla.

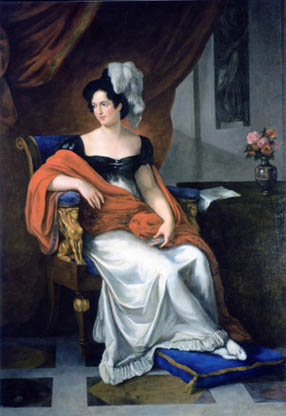
Lucia Migliaccio, duchessa di Floridia

Prima della nascita di Xiridia sorgeva la chiesa di San Bartolomeo, a cui venne concessa la celebrazione della messa domenicale e quelle festive. Accanto ad essa vi era una dimora per i forestieri provenienti dai borghi montani, in modo che potessero riposarsi dopo il viaggio.
Come sancito dalla licentia populandi, i feudatari di Floridia poterono assegnare terre da coltivare a uliveti e frutteti e costruire accanto alla chiesa case con la facciata di 24 palmi di vacante (ovvero circa 6 metri), affiancate le une accanto alle altre su un asse a pianta quadrangolare, corrispondente alle attuali corso Vittorio Emanuele e via Roma, al centro delle quali si trova la prima abitazione. Su di essa vi è tuttora uno stemma con su scritto "Antonio Agnello aedificavit Anno Domini 1627".
Secondo alcune fonti i primi abitanti della cittadina provenivano dalle vicine Siracusa e Melilli, ma anche dalla Calabria e da Malta. Durante il primo decennio sorsero le prime strade intitolate alle prime famiglie reggenti dell'antico feudo. Col crescere della popolazione, vennero inaugurate le prime botteghe e i primi magazzini; in un secondo momento si stabilirono nel territorio diversi artigiani, medici e speziali. Quindi, a poco più di un decennio dalla sua fondazione, Floridia contava circa un centinaio di abitazioni.
Il 24 agosto 1633 si riunì il primo consiglio comunale della cittadina formato da quarantacinque capifamiglia. Nel corso degli anni Floridia divenne un borgo sempre più grande, e da ciò conseguì un progressivo distacco, quindi una maggiore indipendenza amministrativa, dalla vicina Siracusa.
Tutti i duchi che amministrarono Floridia erano molto legati ad essa e vollero una sepoltura presso la Matrice oppure in quelle limitrofe: lo stesso valse per la nobile Polisena Landolina, alla quale fu intitolata una via dell'attuale cittadina.
L'11 gennaio 1693 un terremoto di magnitudo 7.4 colpì duramente anche il territorio di Floridia che portò a un radicale cambiamento del territorio. Si è trattato del terremoto più forte mai registrato sulla costa mediterranea.
Nella seconda metà del Settecento ebbe particolare rilevanza il ducato dei Migliaccio. Infatti il 18 gennaio 1770 nacque a Siracusa la duchessa Lucia Migliaccio, dodicesima duchessa di Floridia e figlia dell'ottavo duca Vincenzo Migliaccio. A soli 11 anni venne data in sposa all'ottavo principe di Partanna e duca di Ciminna Don Benedetto Maria III Grifeo, ma dopo la morte di quest'ultimo il 27 novembre 1814 sposò a Palermo Ferdinando I delle Due Sicilie. Tuttavia, quest'ultimo era un matrimonio morganatico, per cui Lucia Migliaccio non divenne mai regina e la coppia non ebbe figli. La duchessa di Floridia morì a Napoli il 26 aprile 1826.

### Gli anni turbolenti dell'Ottocento

#### L'epidemia di colera e il conflitto con Siracusa (1836-1841)
Il 1837 fu per Floridia un anno nefasto, in quanto l'ignoranza, la malafede, la perfidia e la violenza dell'epoca causarono un violento conflitto con la vicina Siracusa.
L'origine è attribuita alla diffusione del colera che nell'ottobre 1836 da Malta aveva raggiunto anche la Sicilia. Secondo la Carboneria locale, la quale aveva una “vendita” presieduta dal barone Mazzarella e diretta dai fratelli Greco, furono i Borbone a far circolare l'epidemia al fine di decimare la popolazione. Per prevenire il contagio si rifugiarono a Floridia anche l'allora Segretario della Procura Generale don Gaetano Pandolfo e il Presidente della Gran Corte Criminale don Giuseppe Ricciardi con la famiglia. La sera del 18 luglio 1836 un mulattiere consegnò una lettera da Siracusa in cui c'era scritto che Pandolfo e Ricciardi avrebbero raggiunto Floridia per alimentare dissapori in città. Da ciò conseguì una caccia all'uomo che portò alla decapitazione di Pandolfo e la fucilazione di Ricciardi, quest'ultima ad opera di un colpo di scure. Il 20 luglio iniziò il processo contro i sospettati dei delitti, ma il malcontento della folla portò all'apertura delle porte del carcere, la cattura degli imputati e alla loro fucilazione.
Non tardò quindi la reazione da parte del governo borbonico: Ferdinando II affidò al marchese Del Carretto il compito di ristabilire l'ordine in Sicilia. Egli fece eseguire tredici condanne a morte ed altre di secondo grado di pubblico esempio, ovvero l'umiliazione dei condannati da parte dei passanti. Tra loro vi fu anche il notaio Giuseppe Greco, che riuscì a fuggire: gli ufficiali tentarono invano, torturando il figlio in fasce, di costringere la moglie a rivelare il nascondiglio del fuggitivo. Greco si costituì per salvare il bambino, ma previo accordo con la moglie si fece uccidere da quest'ultima facendosi portare del caffè avvelenato. Tra gli indiziati spiccò anche il notaio don Raffaele Carbonaro, di cui vennero trovati manifesti carbonari all'interno del suo ufficio: egli si costituì e in seguito venne detenuto presso il carcere di Castello Maniace a Siracusa. Nel 1839 fu capo del Consiglio dei Decurioni. Al notaio fu attribuita la costruzione del primo cimitero floridiano, a est del Cozzo Santuzzo, in ottemperanza al divieto di sepoltura all'interno delle chiese. Altra opera pubblica a lui attribuita fu la continuazione del collegamento viario tra Floridia e Siracusa: nella seduta decurionale del 17 luglio 1841 venne definita tale opera "di tanta utilità".

#### Le guerre di indipendenza e il Regno d'Italia (1848-1884)
Nel 1848 si costituì un Comitato Liberale presieduto dal barone Gaetano Mazzarella e una Guardia Nazionale dal notaio Ambrogio Greco: sul campanile della chiesa Madre fu innalzata la bandiera italiana. Tuttavia, la sconfitta dalla prima guerra di indipendenza (1848) portò a una reazione da parte di Ferdinando II di Borbone, ovvero all'esilio di Ambrogio Greco e dei suoi cugini Ignazio ed Agatino presso il carcere di Favignana, in cui il notaio morì di stenti. Durante la seconda guerra di indipendenza combatté al fronte di liberazione anche un soldato floridiano.
L'ultimo verbale decuriano risale al 6 maggio 1860. Cinque giorni dopo, Garibaldi sbarcò a Marsala per conquistare la Sicilia. Mentre i garibaldini floridiani avanzavano verso la borbonica Siracusa, il governatore del distretto Antonino Monteforte fissò provvisoriamente la sede amministrativa a Floridia. Sulla sommità del palazzo comunale venne issato il tricolore e il 21 ottobre 1860 venne approvata all'unanimità l'annessione della cittadina al nascente Regno d'Italia. La presa di Roma venne presa con grande entusiasmo, al che nella seduta del 9 marzo 1871 il sindaco Franzo Greco ordinò che alle 10:00 del giorno dopo fosse cantato nella chiesa Madre l'inno ambrosiano e che la sera un corteo di autorità seguito dagli abitanti sfilassero lungo la via principale della città.
Gli amministratori erano soliti riunirsi presso la Chiesa di San Bartolomeo, per poi trasferirsi in una casa situata al Corso. Il 6 aprile 1851 venne sancita la costruzione di un nuovo palazzo per la Cancelleria Comunale, l'attuale palazzo del Comune. I lavori dovettero concludersi nel 1872, poiché in una delibera di quell'anno si provvedette all'acquisto dell'arredamento. Nel pianterreno di quel palazzo venne anche costruito un teatro, su modello del teatro San Carlo di Napoli, in cui vennero inscenati diversi spettacoli teatrali ed opere liriche. Con il progressivo scarso interesse delle attività svolte, il teatro venne riconvertito nell'attuale aula consiliare. Altra opera importante dell'epoca fu la costruzione del ponte Mulinello, appaltata nel 1879 e ultimata nel 1884.

### Il primo Novecento (1902-1943)
Nei primi anni del Novecento un'alluvione causò il danneggiamento di molti edifici all'interno del centro abitato: in quella circostanza l'amministrazione comunale si adoperò al supporto delle famiglie maggiormente colpite.
Nel 1902 iniziò il basolamento del centro storico con piastrelle in pietra lavica, lavoro concluso alla fine del decennio. In quegli anni vi furono anche lavori di ristrutturazione del palazzo comunale e la costruzione di una piazza ad esso antistante. Denominata affettuosamente dai cittadini "la piazzetta", essa prenderà in seguito il nome di piazza del Popolo. Venne anche inaugurata a Floridia la chiesa protestante metodista. Nel contempo sorse una polemica sulla gestione dell'illuminazione elettrica: sulla questione si distinsero la corrente progressista dell'avvocato Antonino Faraci e quella a lui opposta dell'avvocato Midiri, il quale sosteneva che si trattava di un bene di lusso e poteva diventare una rovina per la cittadina. Tale disputa portò alla caduta del consiglio comunale e a un successivo commissariamento.
Il 21 dicembre 1913 venne eletto sindaco il notaio Giuseppe Carbonaro, che riuscì a risolvere il problema dell'illuminazione floridiana introducendo la corrente elettrica in città. La corrente elettrica era accessibile sia dalle famiglie più importanti che da quelle meno abbienti: per quest'ultime però vigeva un'ordinanza forfettaria, per la quale si poteva tenere accesa una lampadina riducendo in tal modo i prezzi.

#### Il primo dopoguerra (1918-1922)
Dopo il primo conflitto mondiale le ripercussioni furono molto pesanti: aumentò la povertà e i sussidi comunali a tali famiglie non erano sufficienti. Dopo la disfatta di Caporetto dei profughi "udinisi" raggiunsero il paese e furono accolti e assistiti dagli enti pubblici e diverse famiglie della città. Negli ultimi mesi del 1918 anche Floridia fu colpita dall'influenza spagnola che mieté molte vittime.
Il 3 dicembre 1918 arrivò un telegramma che comunicava la vittoria della battaglia a Trento e a Trieste e il conseguente rientro delle truppe. Al termine della guerra vi fu una notevole crescita economica, agricola e demografica. In particolare fu consistente la spedizione di mandorle sgusciate. Inoltre, al censimento del 1921 risultarono iscritti oltre 16 000 residenti.
Nel 1922 la festa dell'Ascensione venne celebrata con quattro bande musicali, rispettivamente di Floridia, Solarino, Canicattini e Sortino.

#### Il ventennio fascista e la seconda guerra mondiale (1922-1945)
Gli anni di Mussolini portarono dei cambiamenti nella cittadina. Si costituì la Milizia Volontaria per la Sicurezza Nazionale, nel palazzo comunale venne inaugurata la Casa del Fascio, si organizzarono le varie associazioni che coinvolgevano tutta la popolazione: dai Figli della Lupa ai Giovani Fascisti. Inoltre si organizzarono grandi sfilate, si celebrarono la festa del grano e quella dell'uva. Si mandarono anche i bambini bisognosi in colonie marine e montane, introducendo così la Befana fascista. In quegli anni il paese era vittima di un'epidemia di tubercolosi, all'epoca una piaga pubblica, che portò a un affollamento degli ambulatori comunali.
Nel 1930 venne ultimato l'impianto idrico, grazie all'utilizzo delle sorgenti Paolazzo e Santanna. Così gli acquaioli caddero in disuso e scomparvero i pozzi.
Nel 1931 fu alla guida del Comune il maggiore Antonio Galfo. Egli ridefinì la toponomastica di alcune aree di Floridia : il viale della Stazione divenne viale Vittorio Veneto e alcune traverse collegate al corso Vittorio Emanuele presero il nome di alcuni caduti della Prima guerra mondiale. Inoltre quella che fino a quel momento era chiamata piazza del Carmine venne rinominata piazza Guglielmo Marconi.
Per onorare le vittorie a Trento e Trieste, nel 1934 vennero incise sul frontespizio dell’Istituto di Beneficenza quattro lastre in bronzo dedicate ai 216 caduti in guerra.
L'Italia entrò nella Seconda guerra mondiale il 10 giugno 1940. Così come gli altri comuni, anche Floridia si adoperò ad adoperare misure belliche: furono distribuite le carte annonarie, compilati gli elenchi degli obbligati alla mobilitazione civile e fu imposto l'oscuramento in tutti i centri abitati. In seguito cominciarono i bombardamenti nell'area anche perché la provincia di Siracusa è vicina a Malta, all'epoca possedimento inglese. Una notte di gennaio Floridia fu bombardata causando la morte di due civili; altre due bombe non esplosero.
Tra il 9 e il 10 luglio 1943 gli angloamericani sbarcarono presso Capo Murro di Porco e Pantanelli. In seguito essi diedero manforte al paese, messo in ginocchio dalla guerra, portando scorte di viveri e vestiario. Tuttavia, alcuni cittadini riuscirono a infiltrarsi nei magazzini per rubare merce e rivenderla al mercato nero. L'8 settembre 1943 venne firmato l'armistizio di Cassibile.

### Il secondo Novecento e il nuovo millennio (1946-)
Al termine della Seconda guerra mondiale anche a Floridia si prepararono le prime elezioni dell'Italia postfascista. Il 9 aprile 1946 si insediò il primo Consiglio Comunale e venne eletto sindaco Orazio Scalorino il quale portò alla costruzione delle case popolari e della villa comunale in contrada Santuzzo.
Gli anni Cinquanta portarono un boom economico dato da uno sviluppo delle attività commerciali e il conseguente aumento demografico. Il centro di Floridia si estese ai quartieri Taverna e Vignalonga; tra Floridia e Solarino nacque il quartiere Marchesa.

### Record europeo di temperatura
L'11 agosto 2021, in contrada Monasteri nella parte meridionale del paese, è stata misurata la temperatura di 48.8 °C, uno dei valori estremi climatologici mai registrati in Italia. Si tratta della temperatura più elevata registrata in Europa. Tale valore è stato nel 2023 definitivamente riconosciuto dall'organizzazione meteorologica mondiale dell'Onu, diventando il nuovo record di temperatura più alta mai registrata sia in Italia sia in Europa.

### Simboli
Lo stemma e il gonfalone sono stati concessi con decreto del presidente della Repubblica dell'11 ottobre 1999.
Nella parte superiore dello scudo è riprodotto lo stemma del Regno di Sicilia con i pali d'Aragona inquartati con l'aquila di Svevia-Sicilia: nella parte inferiore il blasone della famiglia Migliaccio.
Il gonfalone è un drappo di azzurro.

## Monumenti e luoghi d'interesse

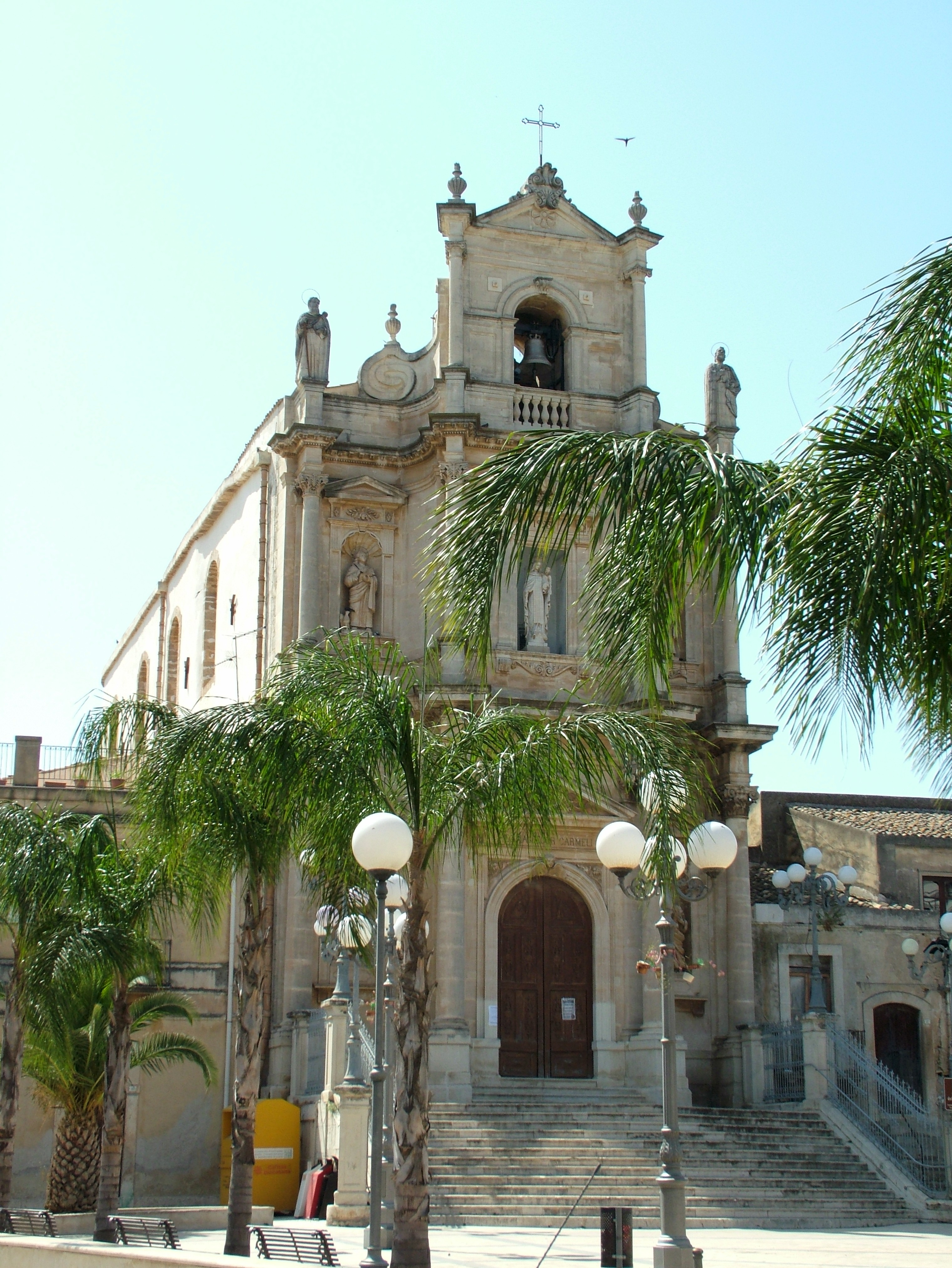
Chiesa Madonna del Carmelo

### Architetture religiose
- Chiesa San Bartolomeo apostolo (Matrice)
- Chiesa Sant'Antonio
- Chiesa Madonna del Carmine (soprastante l'antica Cripta)
- Chiesa Sant'Anna (soprastante la Chiesa Santa Flora)
- Chiesa Santa Flora (sottostante la Chiesa Sant'Anna)
- Chiesa Madonna delle Grazie al giardinello (origine spagnola)
- Chiesa San Francesco d'Assisi
- Chiesa Santa Lucia
- Chiesa dello Spirito Santo
- Chiesa San Giovanni Bosco
- Istituto di Beneficenza - Monumento ai Caduti
- Istituto Don Orione

### Architetture civili
- Palazzo Comunale
- Palazzo Casaccio (biblioteca comunale)
- Palazzo Raieli
- Palazzo Lecchi
- Palazzo Mazzarella Avolio

## Società

### Evoluzione demografica
Abitanti censiti

L'incremento costante della popolazione è legato ad un processo di urbanizzazione delle periferie, sostenuto dall'immigrazione interna da Siracusa: curiosamente nei decenni scorsi alcune vie di questi quartieri erano sprovviste di nome.

### Etnie e minoranze straniere
Secondo i dati ISTAT al 31 dicembre 2020 i cittadini stranieri residenti a Floridia erano 1025. Le nazionalità maggiormente rappresentate erano:
| Nazionalità | Abitanti |
| ----------- | -------- |
| Romania     | 535      |
| Marocco     | 106      |
| Polonia     | 56       |
| Somalia     | 47       |
| Nigeria     | 46       |
| Tunisia     | 32       |
| Brasile     | 27       |
| Cina        | 24       |

## Cultura

### Istruzione
Floridia conta quattro istituti comprensivi ed un liceo polivalente:
- I Istituto Comprensivo "Edmondo de Amicis"
- II Istituto Comprensivo "Alessandro Volta"
- III Istituto Comprensivo "Luigi Pirandello"[19]
- IV Istituto Comprensivo "Salvatore Quasimodo"
- Liceo "Leonardo da Vinci"

### Musei
- Galleria civica d'arte contemporanea;
- Museo etnografico "Nunzio Bruno";
- Museo "Francesco Lombardo di Giuseppe"[20];
- Parco storico "Lucia Migliaccio".

## Economia
L'economia si basa sull'allevamento e sull'agricoltura di prodotti locali (agrumi, olive, molto diffusa è la varietà siracusana o zaituna, e mandorle).

## Infrastrutture e trasporti
A Floridia è in funzione nei giorni feriali un servizio di trasporto pubblico urbano gestito dal comune. Per quanto riguarda i trasporti stradali extraurbani, Floridia è collegata nei giorni feriali con Siracusa, Solarino, Sortino, Cassaro, Ferla, Palazzolo Acreide, tramite autolinee A.S.T. e con Catania tramite gli autoservizi dell'Interbus.
Fino al 1956 è stata collegata anche dalla ferrovia Siracusa-Ragusa-Vizzini, disponendo di una propria stazione ferroviaria.

## Amministrazione
La tabella sottostante riporta le amministrazioni comunali in ordine cronologico.

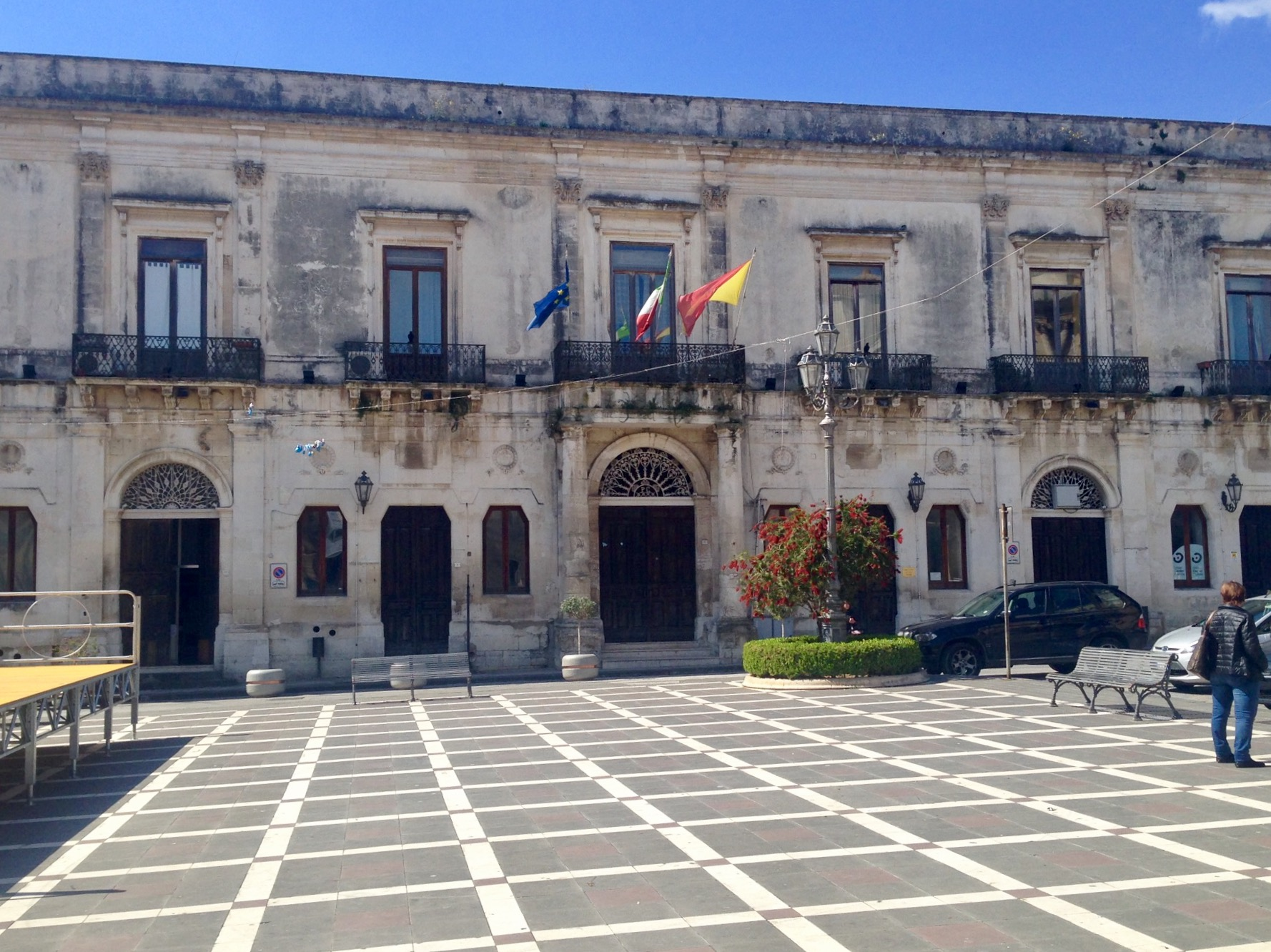
Il palazzo del Comune

| Periodo           | Periodo          | Primo cittadino   | Partito                            | Carica                    | Note   |
| ----------------- | ---------------- | ----------------- | ---------------------------------- | ------------------------- | ------ |
| 15 novembre 1988  | 3 agosto 1989    | Melo Gervasi      | Partito Socialista Italiano        | Sindaco                   | [ 21 ] |
| 22 settembre 1989 | 16 giugno 1990   | Giuseppe Ferrante | Partito Socialista Italiano        | Sindaco                   | [ 21 ] |
| 16 giugno 1990    | 18 luglio 1991   | Gaetano Gallitto  | Democrazia Cristiana               | Sindaco                   | [ 21 ] |
| 3 settembre 1991  | 28 gennaio 1992  | Giuseppe Latina   | Partito Socialista Italiano        | Sindaco                   | [ 21 ] |
| 27 giugno 1992    | 11 marzo 1993    | Salvatore Failla  | Partito Democratico della Sinistra | Sindaco                   | [ 21 ] |
| 8 dicembre 1993   | 1º dicembre 1997 | Egidio Ortisi     | lista civica                       | Sindaco                   | [ 21 ] |
| 1º dicembre 1997  | 11 giugno 2002   | Egidio Ortisi     | centro-sinistra                    | Sindaco                   | [ 21 ] |
| 28 giugno 2000    | 11 giugno 2002   | Rosolino Greco    |                                    | Commissario regionale     | [ 21 ] |
| 11 giugno 2002    | 26 agosto 2006   | Antonio Rudilosso | centro-sinistra                    | Sindaco                   | [ 21 ] |
| 20 ottobre 2006   | 15 maggio 2007   | Angelo Moceri     |                                    | Commissario straordinario | [ 21 ] |
| 15 maggio 2007    | 23 maggio 2012   | Arturo Spadaro    | centro-destra                      | Sindaco                   | [ 21 ] |
| 23 maggio 2012    | 25 giugno 2017   | Orazio Scalorino  | lista civica                       | Sindaco                   | [ 21 ] |
| 25 giugno 2017    | 7 novembre 2019  | Giovanni Limoli   | lista civica                       | Sindaco                   | [ 21 ] |
| 7 novembre 2019   | 18 ottobre 2020  | Giovanni Cocco    |                                    | Commissario straordinario |        |
| 22 ottobre 2020   | in carica        | Marco Carianni    | lista civica di centro-sinistra    | Sindaco                   | [ 21 ] |

### Gemellaggi
- Hartford[22][23]
- Melbourne[24]
- San Miguel de Tucumán

### Altre informazioni amministrative
Dal 2010, il comune di Floridia fa parte, insieme al contiguo comune di Solarino, dell'Unione dei Monti Climiti.

## Sport

### Calcio
La principale società di calcio della città è stata l'ASD Floridia Calcio che, prima del trasferimento ad Avola, militava nel girone D di Promozione siciliana. Essa ha figurato pure, tra gli anni sessanta e settanta e per quattro stagioni, nel campionato di Serie D (all'epoca classificabile come quarta serie del campionato italiano di calcio). I suoi colori sociali erano il neroverde, o il biancoverde, con simbolo il falchetto.
Le seconde squadre di Floridia sono state la Floridiana, che negli anni 90 giocò anch'essa in Promozione; lo Xiridia, arrivato fino alla Prima categoria e fusosi nel 2003 con il Quartiere Grottasanta di Siracusa; e il Florenzia, che ha militato sempre in Prima categoria, successivamente trasferita nella vicina Solarino diventando l'USD Solarino.
La Flora calcio, fondata nel 2006, si è fusa con la Xiridia dando vita all'ASD Mediterranea.
È nativo di Floridia l'allenatore ed ex calciatore Gaetano Auteri.